# Euphorbia grammata
Euphorbia grammata är en törelväxtart som först beskrevs av Mcvaugh, och fick sitt nu gällande namn av Robertus Cornelis Hilarius Maria Oudejans. Euphorbia grammata ingår i släktet törlar, och familjen törelväxter. Inga underarter finns listade i Catalogue of Life.